# Българска дългова криза (1987 – 1994)
Българската дългова криза от 1987 – 1994 година е дългова криза, която кулминира в едностранен мораториум върху обслужването на държавния дълг, обявен на 28 март 1990 година от правителството на Андрей Луканов.

## Предистория
Кризата е продължение на Дълговата криза от 1973 – 1978 година, от която страната успява да излезе само с помощта на Съветския съюз във вид на директни субсидии и доставки на нефт на занижени цени. Тази помощ позволява на България да намали дълговете си в конвертируема валута от 6 на 3 милиарда долара и да избегне световната дългова криза от началото на 80-те години, засегнала много страни от Третия свят, както и по-близките Полша и Румъния.
Финансовото положение на България започва отново бързо да се влошава през 1985 година, заради девалвацията на долара – основната част от българския износ се заплаща в долари, а вносът – главно в германски марки. Друга важна причина е спадът на цените на нефта, която от една страна лишава страната от печалбите от реекспорт на съветски петрол, а от друга предизвиква фалити на български длъжници в Третия свят, оставяйки страната с несъбираеми вземания за 2,8 милиарда долара. Тези външни фактори, съчетани с ниската гъвкавост на икономиката и нейното технологично изоставане скоро довеждат до поредна дългова криза.

## Ескалация на кризата
От началото на 1987 година ръководството на Българската народна банка (БНБ) започва да отправя предупреждения към политическото ръководство на режима за засилващата се заплаха от фалит. През този период външният дълг в конвертируема валута бързо нараства – за периода 1986 – 1989 година средно с 1,5 милиарда долара годишно, като в края на 1988 година размерът му е 10,656 милиарда долара. Старите кредити се рефинансират с нови заеми при все по-неблагоприятни условия, заради влошаващата се финансова репутация на страната. Според по-късни оценки на икономисти като Венцислав Антонов, още през 1987 година ситуацията с дълга е необратима и следващите стъпки само отлагат края на кризата.
Властите правят опити за преодоляване на дълговата криза чрез премахване на търговските дефицити, но липсата на гъвкавост на плановата икономика ги свеждат до голословни декларации. Призивите на БНБ за девалвация или дори въвеждане на плаващ валутен курс, определян от ограничен вътрешен валутен пазар до голяма степен са отхвърлени. Все пак от началото на 1988 година официалният валутен курс, по който работят предприятията, е променен от 1,50 на 2,00 лева за валутен лев, но и при това положение левът остава надценен, стимулирайки вноса и потискайки износа. През септември 1989 година курсът отново е променен на 2,50 лева за валутен лев. Взети са и някои мерки за подобряване на бюджетната позиция, сред които безпрецедентно за историята на комунистическия режим леко намаляване на бюджета на Министерството на вътрешните работи.
За разлика от предишните десетилетия, при новата криза Съветският съюз, също изпитващ сериозни икономически проблеми, отказва да изразходва средства за подпомагане на комунистическия режим в България. Положението се влошава от изисканите от съветската страна български задължения към нея и оттеглените съветски гаранции за българския външен дълг. Така към края на 80-те години необходимите за обслужване на външния дълг разходи надхвърлят целия обем на износа в конвертируема валута. От 1987 година правителството започва да използва стратегическите си валутни резерви, за да покрива текущи разходи по дълга, изразходвайки ги почти изцяло за две години. Последен тласък за срива дава ескалацията на Възродителния процес през лятото на 1989 година, която подтиква много от основните банки кредитори на правителството да прекратят отпускането на нови заеми.
Успоредно с кризата по външния дълг в конвертируема валута се задълбочават и проблемите с вътрешния дълг. Наред с трайното финансиране на нерентабилни промишлени предприятия, от средата на 80-те години за него допринася и неплатежоспособността на много страни в Третия свят, за които активно се изнася, главно оръжие – правителството е принудено да кредитира предприятията, които работят без да могат да получат приходи от продажбите си. През март 1989 година се стига до официален фалит на правителството по вътрешния дълг, като е сключено споразумение за значително разсрочване на задълженията към БНБ.
След легализацията на политическата опозиция в края на 1989 година нейни представители, като Венцеслав Димитров и Иван Костов се обявяват за търсене на бързо разсрочване на дълга или едностранно прекратяване на плащанията по него, които смятат за неизбежни и чието отлагане свързват само с нежелание на правителството да даде публичност на проблема.
Дълговата криза достига своята кулминация на 28 март 1990 година, когато Българската външнотърговска банка (БВТБ) прекратява плащанията по външния си дълг. Мораториумът е обявен секретно и в противоречие със съществуващото българско законодателство, защото текста на мораториума не е съгласуван от Андрей Луканов в заседание на Министерския Съвет и не е представен в Народното събрание.

## Преструктуриране на дълга
Това поставя период на тежка финансова изолация, продължил до пролетта на 1994 година, когато е постигнато споразумение за преструктуриране на дълга.

## Коментари на икономисти
Според Иван Костов, тезата, че България не е изпаднала във фалит тъй като дългът е бил само 53% от брутния вътрешен продукт (позовавайките се на Международната банка за възстановяване и развитие (МБВР), е грешна, тъй като МБВР ползва българските официални оценки за курса на лева спрямо щатския договор. Според Костов, достъпът до средносрочни и дългосрочни кредити е бил загубен години преди мораториумът и това е причинило натрупването на падежи за издължаване на почти US$ 4 млрд. през 1990 година.